# Association générale des étudiants de l'Université de Montréal
L'Association générale des étudiants de l'Université de Montréal, ou AGEUM, est une ancienne association étudiante active au sein de l'Université de Montréal.
L'AGEUM est fondée en septembre 1921, puis incorporée le 10 avril 1924. Le 27 février 1969, les étudiants réunis en Congrès proclame sa dissolution.

## Présidents de l'AGEUM
- Daniel Johnson (père)
- Georges Hooper
- Jean Cournoyer
- Jean Rochon
- Bernard Landry
- Pierre Marois